# Atarba decincta
Atarba decincta är en tvåvingeart som beskrevs av Alexander 1969. Atarba decincta ingår i släktet Atarba och familjen småharkrankar. Inga underarter finns listade i Catalogue of Life.